# 宾夕法尼亚州参议院
宾夕法尼亚州参议院（英語：Pennsylvania State Senate），簡稱賓州參院，是美国宾夕法尼亚总议会的上議院，共有50名议员，每届任期4年，每兩年改選固定議席。参议院议长由副州長兼任，議長不在時則由臨時議長主持議事；现任参议院议长为民主黨籍的奧斯汀·戴維斯。